# Moselkanalisierung

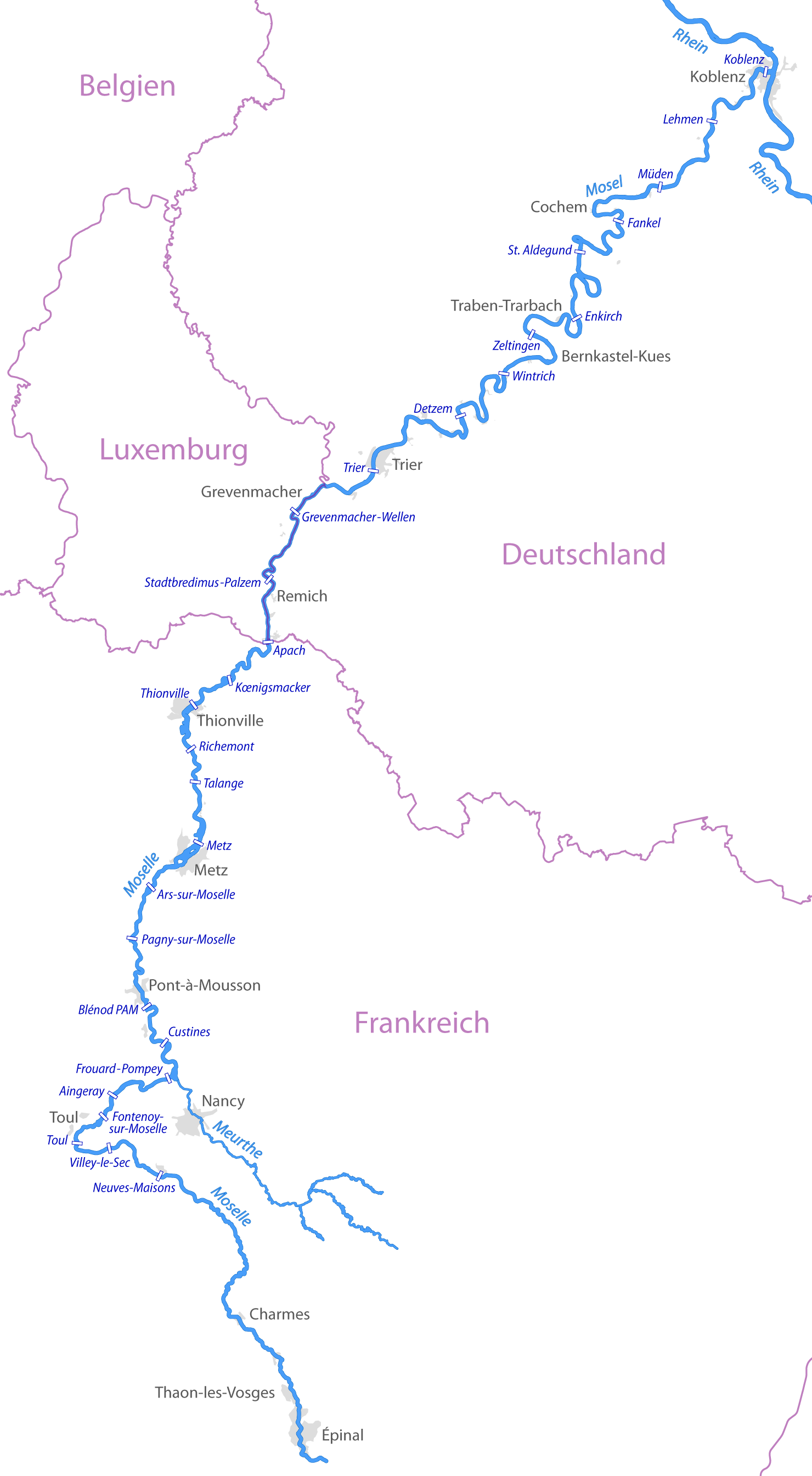
Flusslauf der Mosel mit Staustufen

Die Moselkanalisierung ist die Stauregelung des Flusses Mosel von Metz bis zur Mündung in den Rhein bei Koblenz. Die Mosel wurde damit von 1958 bis 1964 auf einer Länge von 270 km zu einer Großschifffahrtsstraße für Schiffe bis 1500 Tonnen ausgebaut. Grundlage war der Moselvertrag vom 27. Oktober 1956, in dem sich die Moselanliegerstaaten Deutschland, Luxemburg und Frankreich verpflichteten, die Mosel von Koblenz bis Thionville zu einem europäischen Schifffahrtsweg auszubauen. Den Ausbau von Thionville bis Metz übernahm Frankreich bis 1964 in eigener Regie.
Die in den Jahren darauf fortgeführte Schiffbarmachung am Oberlauf der Mosel erreichte 1979 den französischen Ort Neuves-Maisons, wo über den Canal de l’Est die Verbindung zum französischen Wasserstraßennetz erreicht wurde, im Jahr 2003 wurde der Canal de l’Est umbenannt, so dass die Mosel seitdem mit dem Vogesen-Kanal verbunden ist. Kurz vor Neuves-Maisons ersetzt die kanalisierte Mosel zwischen Frouard und Toul den Mittelteil des Canal de la Marne au Rhin.

Damit sind bis heute 394 km der Mosel mit insgesamt 28 Staustufen bei einer Fallhöhe von zusammen 161 m ausgebaut worden. In den Jahren 1992 bis 1999 wurde die Fahrrinne von 2,70 m auf 3,00 m vertieft. Die Mosel, die seit der Kanalisierung von der Güter-, Fahrgast- und Sportschifffahrt intensiv genutzt wird, zählt zu den am meisten befahrenen Wasserstraßen in Europa.

## Geschichte

### Römische bis kurtrierische Zeit
Bereits die Römer nutzten die Mosel als Wasserstraße und hatten Pläne zur besseren Schiffbarmachung. So bezeugen Reliefs auf der Igeler Säule und das Neumagener Weinschiff den Transport von Wein und Tuchen über die Mosel. Im Gedicht Mosella von Ausonius findet die Moselschifffahrt ebenfalls Erwähnung. Bis ins 19. Jahrhundert befuhren die Mosel aber nur kleine Kähne mit geringem Tiefgang, die stromaufwärts getreidelt werden mussten. Der schwankende Wasserstand und die Strömung behinderten oft den Transport von Fracht. Nach dem Rückzug der Römer verblieben in Metz und Trier bedeutende Moselhäfen. In Trier gab es schon seit 1413 einen Hafenkran. Ein Marktschiff verkehrte seit dem 17. Jahrhundert zwischen Trier und Koblenz. Die Kurfürsten von Trier nutzten die Mosel oft als Transportweg und sorgten schon damals dafür, dass größere Hindernisse aus dem felsigen Flussbett herausgebrochen wurden.

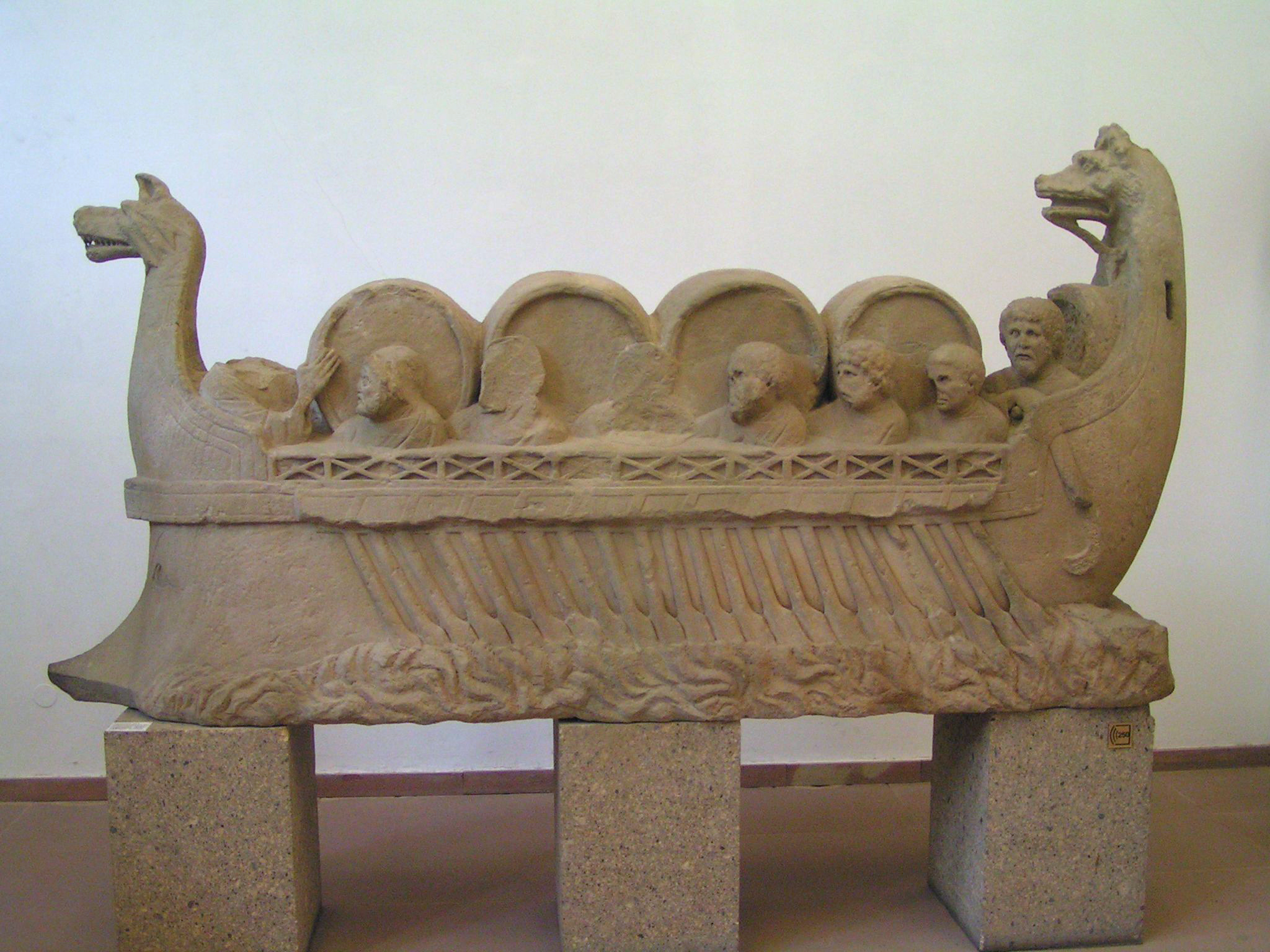
Das Neumagener Weinschiff
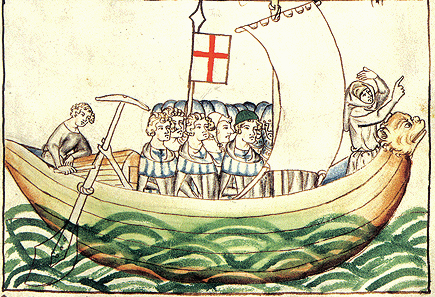
Der Trierer Kurfürst Balduin von Luxemburg 1327 auf einem Moselschiff
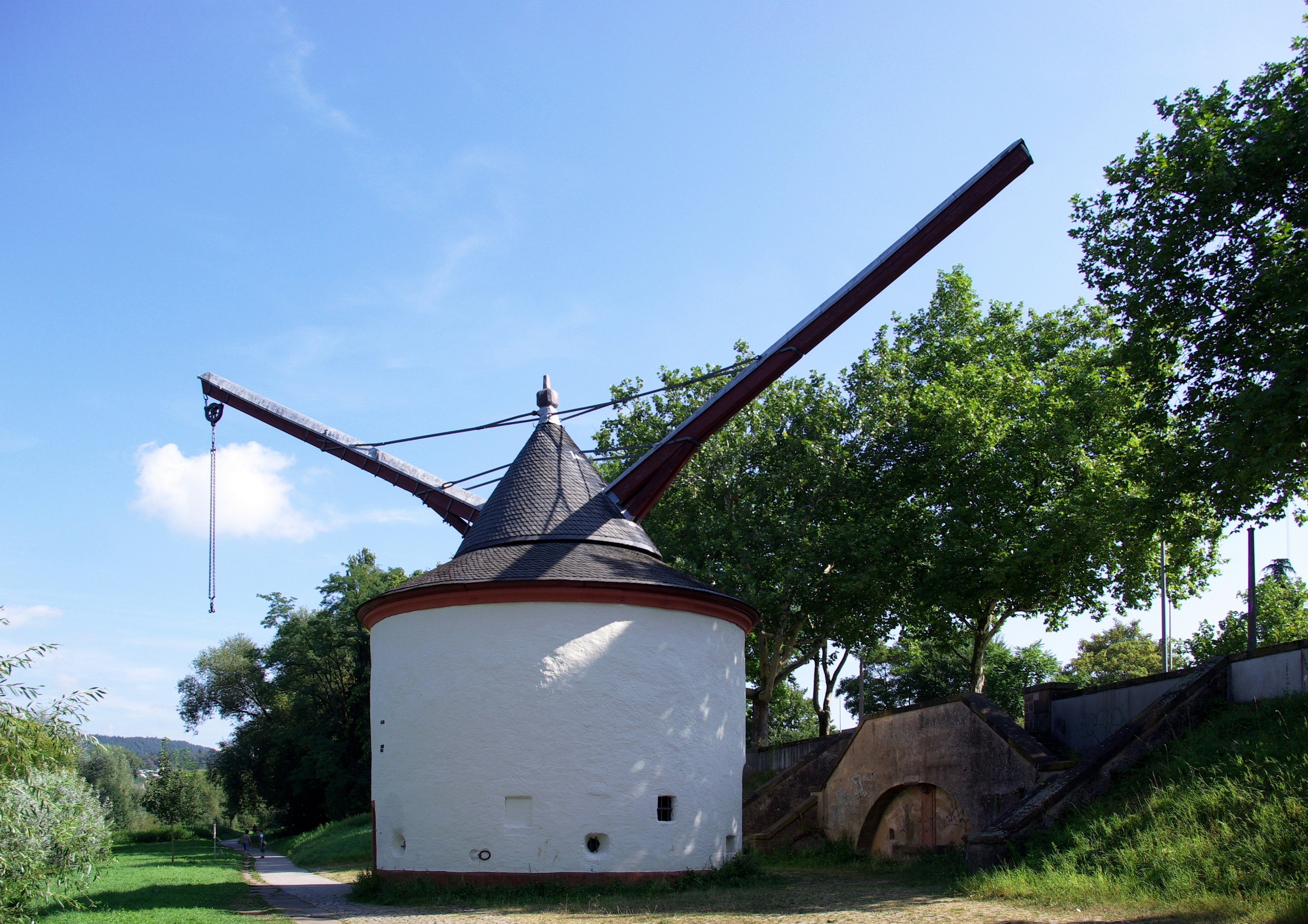
Der Hafenkran in Trier von 1413
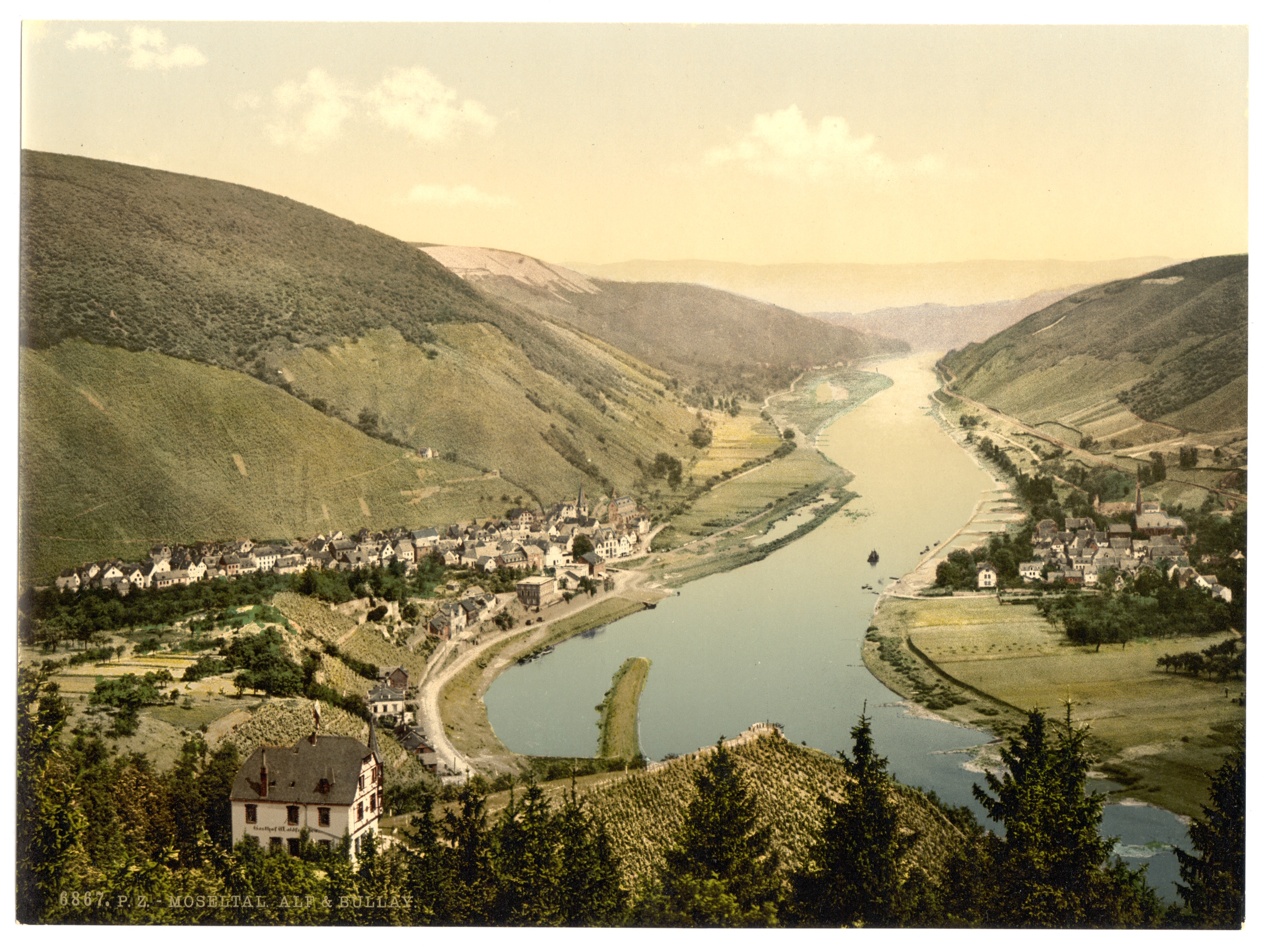
Die Mosel mit einem kleinen Schutzhafen bei Alf um 1900

### Preußischer Ausbau 1839–1903
Nachdem Preußen 1815 die Mosel als Teil der Rheinprovinz übernommen hatte, wurden Maßnahmen zur Förderung der Dampfschifffahrt unternommen. Von 1839 bis 1850 wurden zur Flussregulierung Buhnen und Längswerke errichtet. Von 1850 bis 1870 arbeitete man entlang der preußisch-luxemburgischen bis zur französischen Grenze, um zwischen Perl und Trier eine Mindesttiefe von 70 cm zu erreichen. Zwischen Trier und Traben-Trarbach sollte die Mindesttiefe 85 cm und an der restlichen Untermosel 90 cm betragen. Die Bauarbeiten hier dauerten bis 1903 an.
Das erste Dampfschiff mit dem Namen Ville de Metz befuhr ab 1839 den Fluss zwischen Metz und Trier. 1841 begann ein regelmäßiger Dampfschiffsverkehr zwischen Trier und Koblenz. Mit Inbetriebnahme der Moseleisenbahnlinie ab 1879 und der damit verbundenen großen Konkurrenz im Transportwesen wurde nicht weiter in die Moselschifffahrt investiert, bis sie schließlich 1934 ganz eingestellt wurde.

### Französischer Ausbau 1867–1874

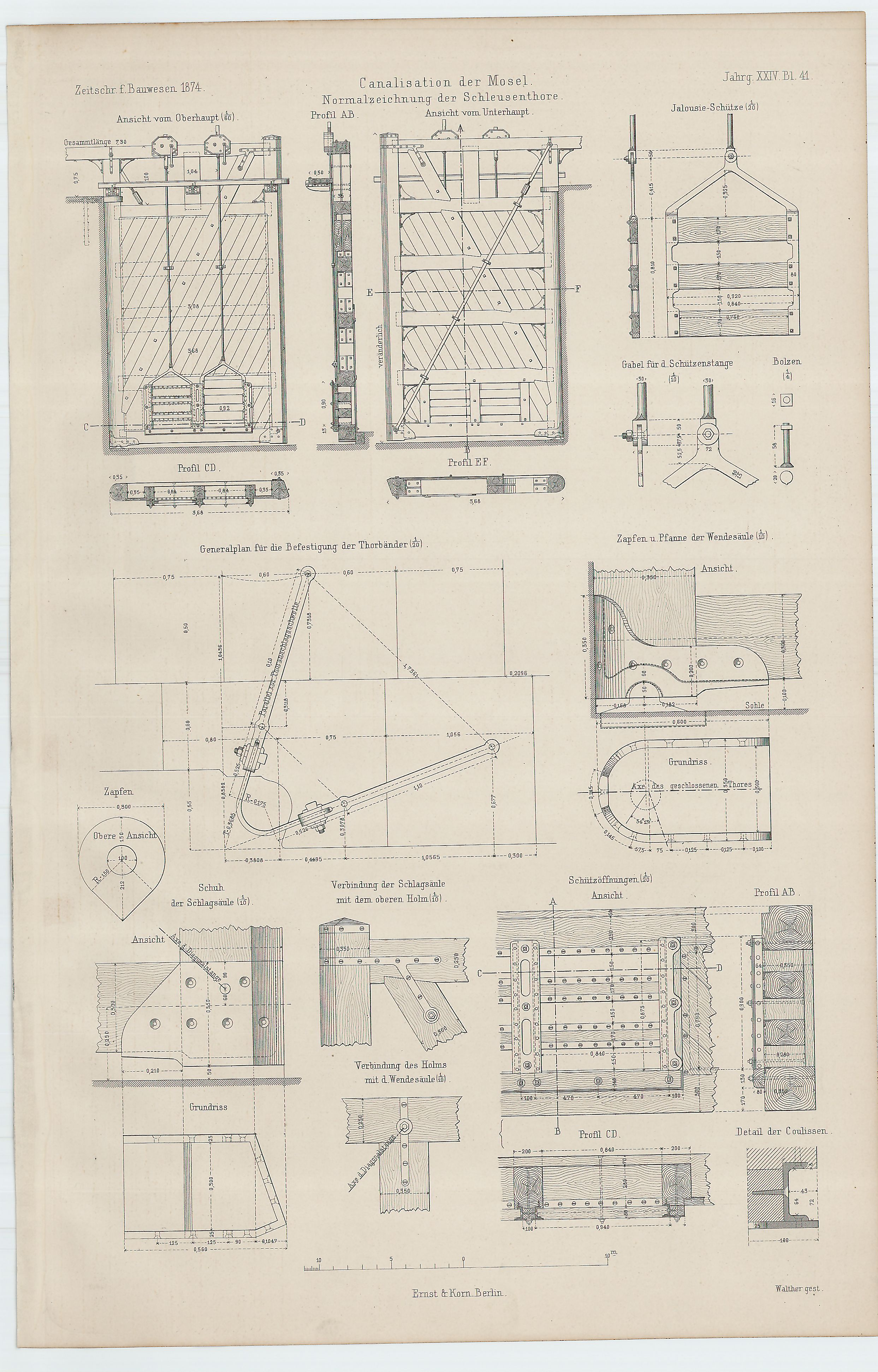
Planskizzen zu Schleusentoren 1874

Frankreich begann 1867 mit Kanalarbeiten zwischen Frouard und Metz. Diese sollten bis zur Erreichung der preußischen Grenze bei Sierck fortgeführt werden und einen Anschluss an den Rhein-Marne-Kanal erhalten. Die Schleusen hatten eine Größe von 38,5 m × 6 m für Schiffe bis 300 Tonnen. Ziel war es, den nordöstlichen Zipfel Frankreichs, das mehr zum Mittelmeerraum orientiert war, an das französische Kanalnetz anzuschließen. Bedingt durch den Deutsch-Französischen Krieg von 1870/71 wurden die Arbeiten aber unterbrochen. Der Friede von Frankfurt bestimmte, dass nach Anschluss von Elsaß-Lothringen an das Deutsche Reich die Arbeiten fortgesetzt werden. Nach Abschluss 1874 reichte der Kanal aber nicht einmal bis Metz. Die Stadt war in den folgenden Jahren bemüht, ihre wirtschaftliche Lage zu verbessern, und brachte Petitionen zur Weiterführung der Kanalarbeiten ein.

### Planungen zur Stauregulierung 1883–1922

Carl Spaeter

Der Industrielle und Präsident der Handelskammer Koblenz Carl Spaeter machte nach vorausgegangenem Schriftwechsel mit der Handelskammer Metz am 10. November 1883 eine Eingabe zur Stauregulierung der Mosel an das königlich-preußische Ministerium der öffentlichen Arbeiten. Einen ersten Entwurf zur Stauregulierung der Mosel von Metz bis Koblenz mit 32 Staustufen stellte 1885 der Ingenieur Friedel aus Metz auf. Preußen gründete eine Moselkanal-Enquête unter Leitung des Oberpräsidenten der Rheinprovinz Moritz von Bardeleben. Er war wohlwollender Förderer des Projekts, hingegen stand die preußische Regierung dem Ganzen eher ablehnend gegenüber. Bis 1922 folgten weitere Ausbauentwürfe, keiner wurde realisiert.
Das wichtigste Transportmittel in dieser Zeit für die Kohle- und Stahlindustrie war die Eisenbahn, um ihre Güter zwischen dem Saargebiet/Luxemburg/Lothringen auf der einen Seite und dem Ruhrgebiet/Niederrhein auf der anderen Seite zu befördern. Spaeter hatte Beteiligungen an der lothringischen Eisenindustrie und war deshalb sehr an einer besseren Verbindung interessiert. Der Transport über eine ausgebaute Mosel hätte dagegen die Einnahmen der Eisenbahngesellschaften dramatisch geschmälert. Luxemburg befürchtete einen Nachteil für seine Wirtschaft, da seine Industriegebiete zu weit weg von der Mosel lagen. Preußen sah das Ganze auch unter einem militärischen Aspekt: Ein Ausbau der Mosel hätte eine Gefahr dargestellt, so waren beispielsweise alle Moselbrücken mit Sprengkammern versehen.

### Deutscher Ausbau 1938–1951

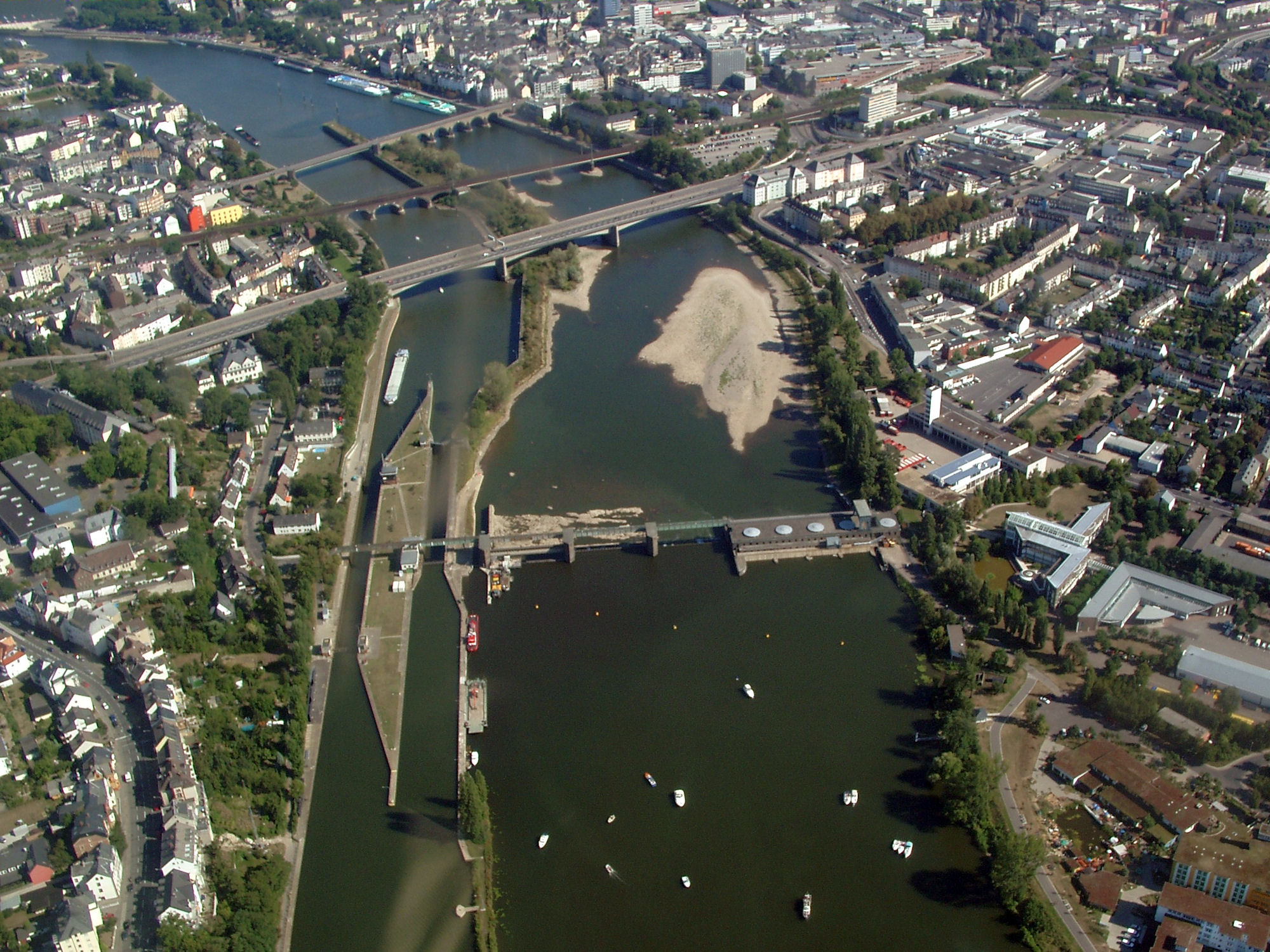
Staustufe Koblenz mit drei Schleusen, Wehr und Wasserkraftwerk

Die deutsche Reichsregierung befasste sich in den Jahren 1938 bis 1940 mit der Schiffbarmachung der Mosel für die Großschifffahrt. Es wurde ein Entwurf ausgearbeitet, der vorsah, den Fluss für Schiffe mit einem Tiefgang bis 1,50 m auf einer Länge von zunächst 190 km auszubauen. Später einmal sollte der Ausbau auf 270 km erweitert werden. Dazu war der Bau von sechs Staustufen vorgesehen.
Mit dem Bau der Staustufe Koblenz wurde bereits 1941 angefangen. Bedingt durch die Kriegswirren und die schweren Luftangriffe auf Koblenz im Zweiten Weltkrieg musste das Projekt aber eingestellt werden. Von 1948 bis 1951 wurde der Bau der Staustufe unter Regie der französischen Besatzungsmacht mit einem Wasserkraftwerk, einem Walzenwehr und einer 122,5 × 12 m großen Schleuse schließlich vollendet.

### Moselvertrag 1956 und Ausbau zur Großschifffahrtsstraße 1958–1964

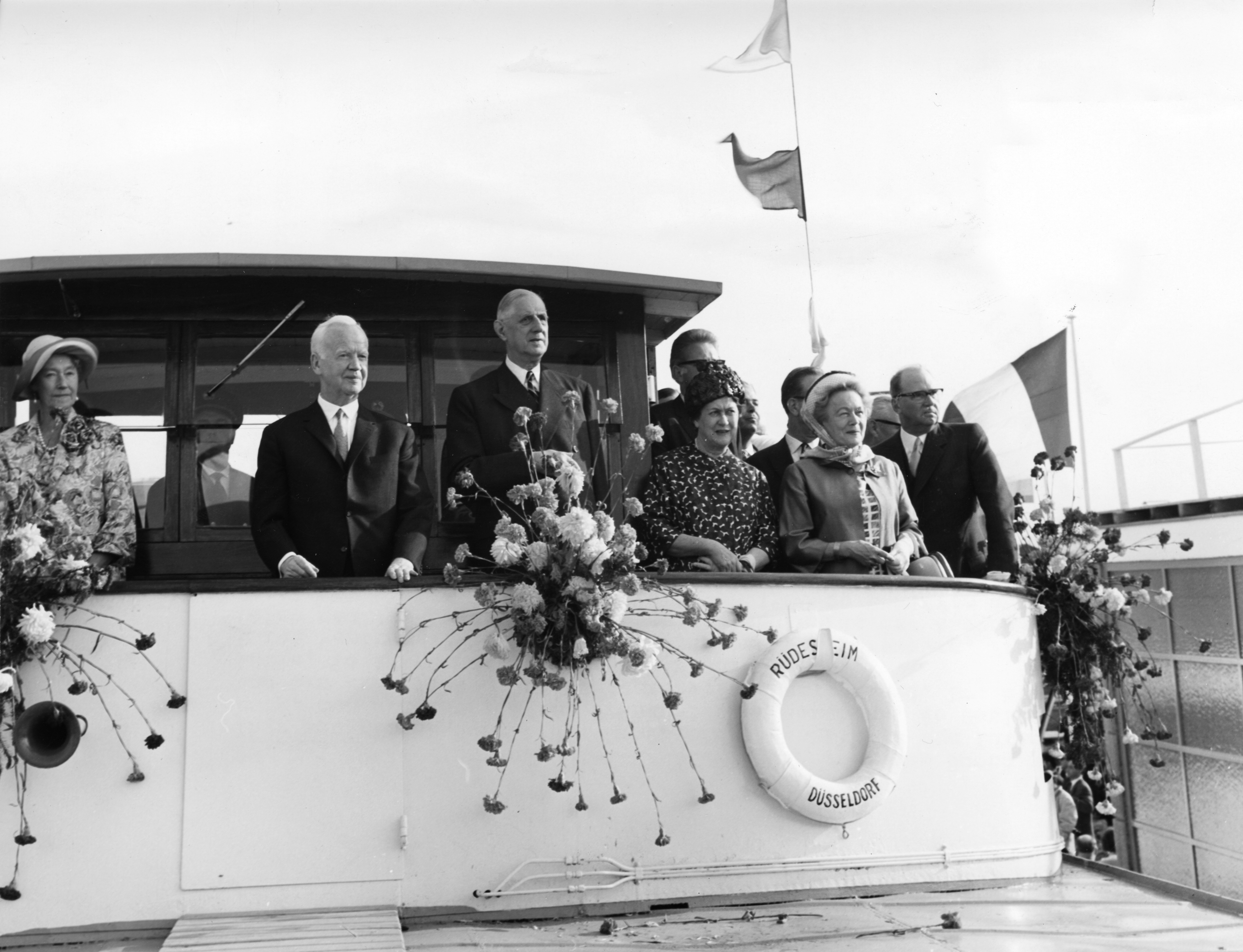
Einweihung durch Großherzogin Charlotte, Bundespräsident Lübke und Staatspräsident De Gaulle (rechts: Ehegatten) am 26. Mai 1964.

Bisher waren die Nebenflüsse des Rheins Neckar und Main zur Großschifffahrtsstraße ausgebaut worden, die Mosel aber nicht. Das lag im 19. und 20. Jahrhundert vor allem an der Grenzsituation der Mosel und den anhaltenden Konflikten der Moselanliegerstaaten. Nach Ende des Zweiten Weltkriegs änderte sich die politische Einstellung in Europa, und die Frage des Moselausbaus kam wieder auf. Mit Gründung der Europäischen Gemeinschaft für Kohle und Stahl 1951 wurde von Frankreich ein Ausbau der Mosel gefordert, um die Hüttenindustrie in Lothringen mit dem Rhein zu verbinden. Im Rahmen der deutsch-französischen Konsultationen im Vorfeld der Pariser Verträge äußerte Deutschland seine Bedenken zum Weiterbau des Rheinseitenkanals, dieser führte auf deutscher Seite zu Protesten, und plädierte im Gegenzug für eine Schlingenlösung am Oberrhein. Nach den Gesprächen zwischen Bundeskanzler Konrad Adenauer und dem französischen Ministerpräsidenten Pierre Mendès France 1954/55 wurde eine gemeinsame Kommission zur Lösung dieser Probleme geschaffen. Dazu kam noch die Lösung der Saarfrage. Frankreich war grundsätzlich mit einer Angliederung des Saarlands an die Bundesrepublik einverstanden, knüpfte daran aber die Zustimmung zum Ausbau der Mosel. Nachdem sich die Beteiligten geeinigt hatten, benötigte man noch die Zustimmung Luxemburgs. Das Land sah darin zunächst eine Benachteiligung seiner Industrie. Die luxemburgische Regierung wollte sich aber einer deutsch-französischen Einigung nicht in den Weg stellen, da man oft genug Opfer eines Konflikts zwischen beiden Staaten gewesen war, und stimmte letztendlich dem Moselausbau unter eigener Beteiligung zu.
Die schwierigen Verhandlungen zwischen den drei Moselanliegerstaaten führten schließlich zu einer einvernehmlichen Regelung des Moselausbaus. Der Moselvertrag wurde am 27. Oktober 1956 in Luxemburg vom französischen Außenminister Christian Pineau, dem luxemburgischen Staatsminister Joseph Bech und dem deutschen Außenminister Heinrich von Brentano unterzeichnet. Gleichzeitig wurde von dem französischen und deutschen Außenminister der Vertrag von Luxemburg zur Regelung der Saarfrage und zum Ausbau des Oberrheins unterzeichnet. Diese Einigungen fünf Monate vor Abschluss der Römischen Verträge waren nicht nur von wirtschaftlicher Bedeutung, sondern hatten eine starke politische Dimension und waren ein Schritt zur Überwindung der Feindseligkeiten der Vergangenheit.
Der Moselvertrag bestimmte den Ausbau der Mosel auf einer Strecke von 270 km zwischen Koblenz und Thionville. Frankreich verpflichtete sich, die Strecke Thionville–Metz auf eigene Kosten auszubauen. Die Arbeiten zur Fertigstellung der Großschifffahrtsstraße Mosel dauerten von 1958 bis 1964 an. Am 26. Mai 1964 wurde die Mosel von Metz bis Koblenz für den Schiffsverkehr freigegeben. Mit einem Schiffskorso wurde die Inbetriebnahme des Moselkanals unter Teilnahme des französischen Präsidenten Charles de Gaulle, der luxemburgischen Großherzogin Charlotte und des deutschen Bundespräsidenten Heinrich Lübke an diesem Tag gefeiert. Schiffe mit einer Ladung von bis zu 1500 Tonnen konnten den Fluss nun befahren. Die Mosel wurde neben der schon bestehenden Staustufe Koblenz mit weiteren 13 Staustufen bis Thionville versehen. Die Mindestbreite des Fahrwassers beträgt seitdem 40 m bei einer garantierten Tiefe von 2,5 m. Die im Vertrag angegebenen Baukosten wurden mit 370 Mio. DM veranschlagt, davon übernahm Deutschland 120 Mio., Frankreich 248 Mio. und Luxemburg 2 Mio. Die darüber hinausgehenden Kosten wurden zwischen Deutschland und Frankreich im Verhältnis 12:25 geteilt.
Die tatsächlichen Gesamtbaukosten betrugen circa 780 Mio. DM (etwa 400 Mio. Euro) ohne die Wasserkraftwerke.

### Weiterer Ausbau nach 1964

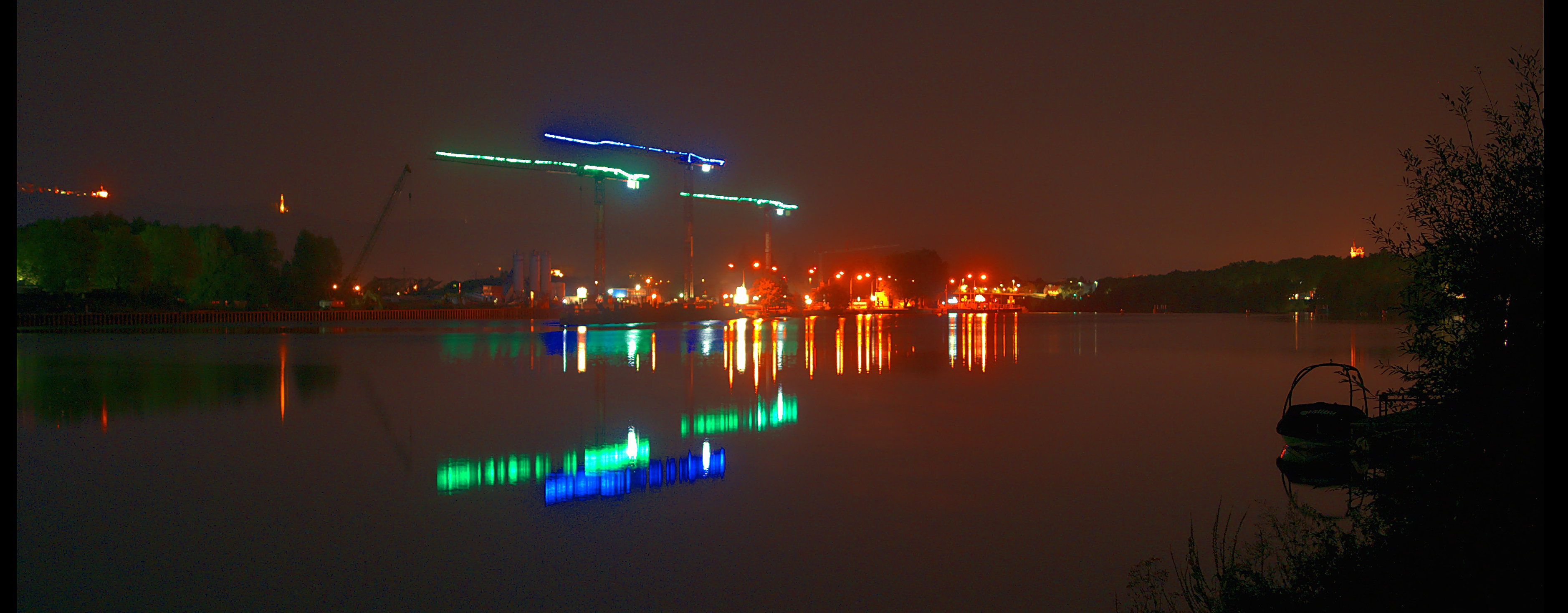
Bauarbeiten an der Schleuse Trier, Oktober 2016

Nach der Freigabe der Mosel für den Schiffsverkehr 1964 arbeitete Frankreich in den folgenden Jahren an einem weiteren Ausbau der Obermosel. So konnte 1969 der Streckenabschnitt bis Pagny, 1972 bis Frouard und 1979 bis Neuves-Maisons freigegeben werden. Die Wasserstraße hat seitdem eine Gesamtlänge von 394 km mit insgesamt 28 Staustufen bei einer Gesamtfallhöhe von 161 m. In den Jahren 1992 bis 1999 wurde die Fahrrinne von 2,70 m auf 3,00 m vertieft und steigerte so noch einmal die mögliche Frachtladung eines Schiffes. Die Staustufe Zeltingen wurde ab 2003 zusätzlich mit einer zweiten Schleusenkammer ausgestattet, die im Mai 2010 in Betrieb genommen wurde. In Fankel wurde Ende August 2013 ebenfalls eine zweite Schleusenkammer, deren Bau 2006 begonnen hatte, in Betrieb genommen.
Im November 2021 ging nach knapp acht Jahren Bauzeit in Trier die zweite Schleusenkammer offiziell in Betrieb.
Bis 2036 sollen noch weitere sieben Staustufen in den Moselorten Lehmen, Wintrich, Müden, Detzem, Enkirch, Sankt Aldegund und Koblenz mit einer zweiten Schleusenkammer ausgestattet werden.

## Staustufen

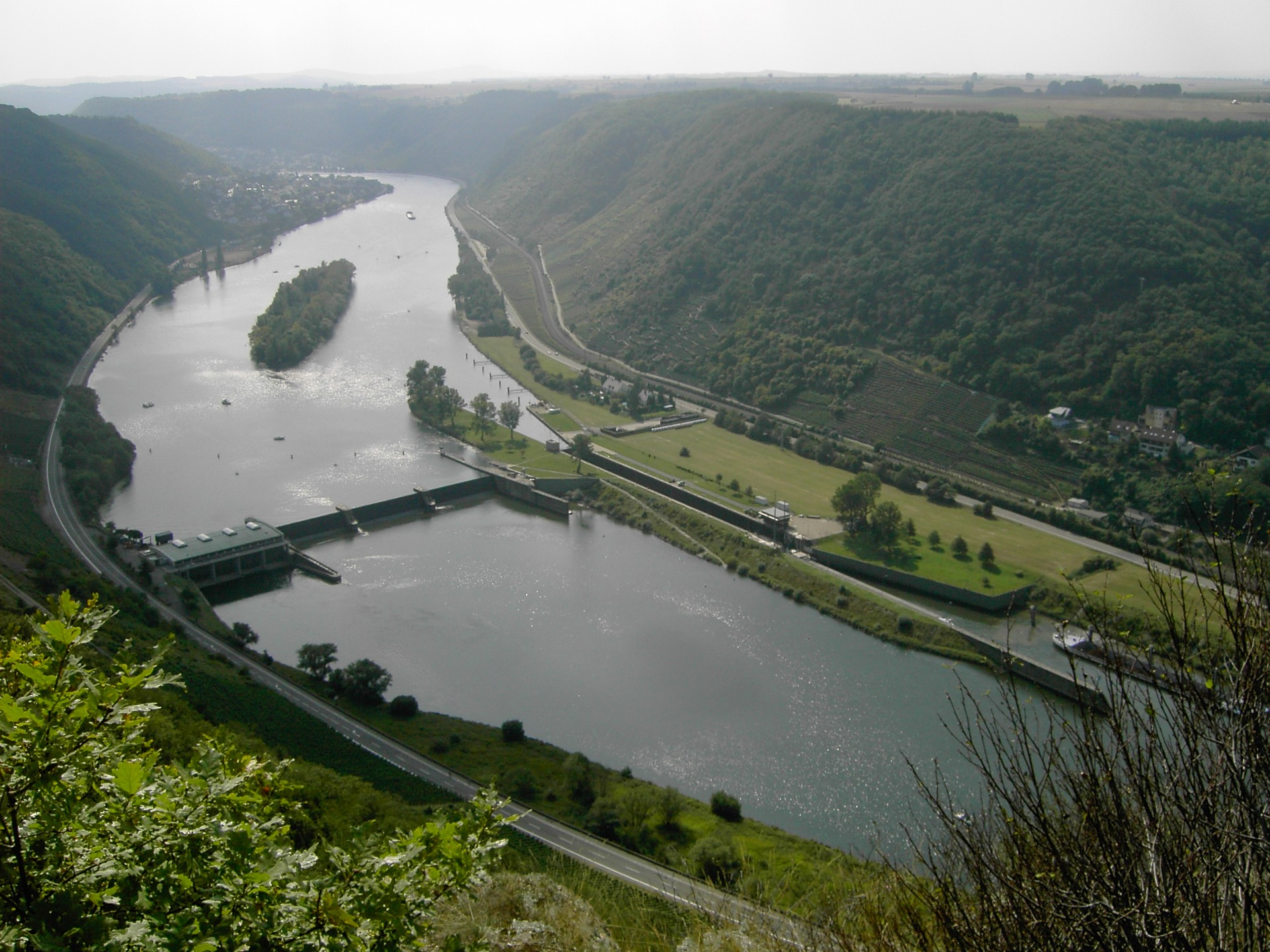
Staustufe Lehmen mit Wasserkraftwerk, Wehr und Schleuse

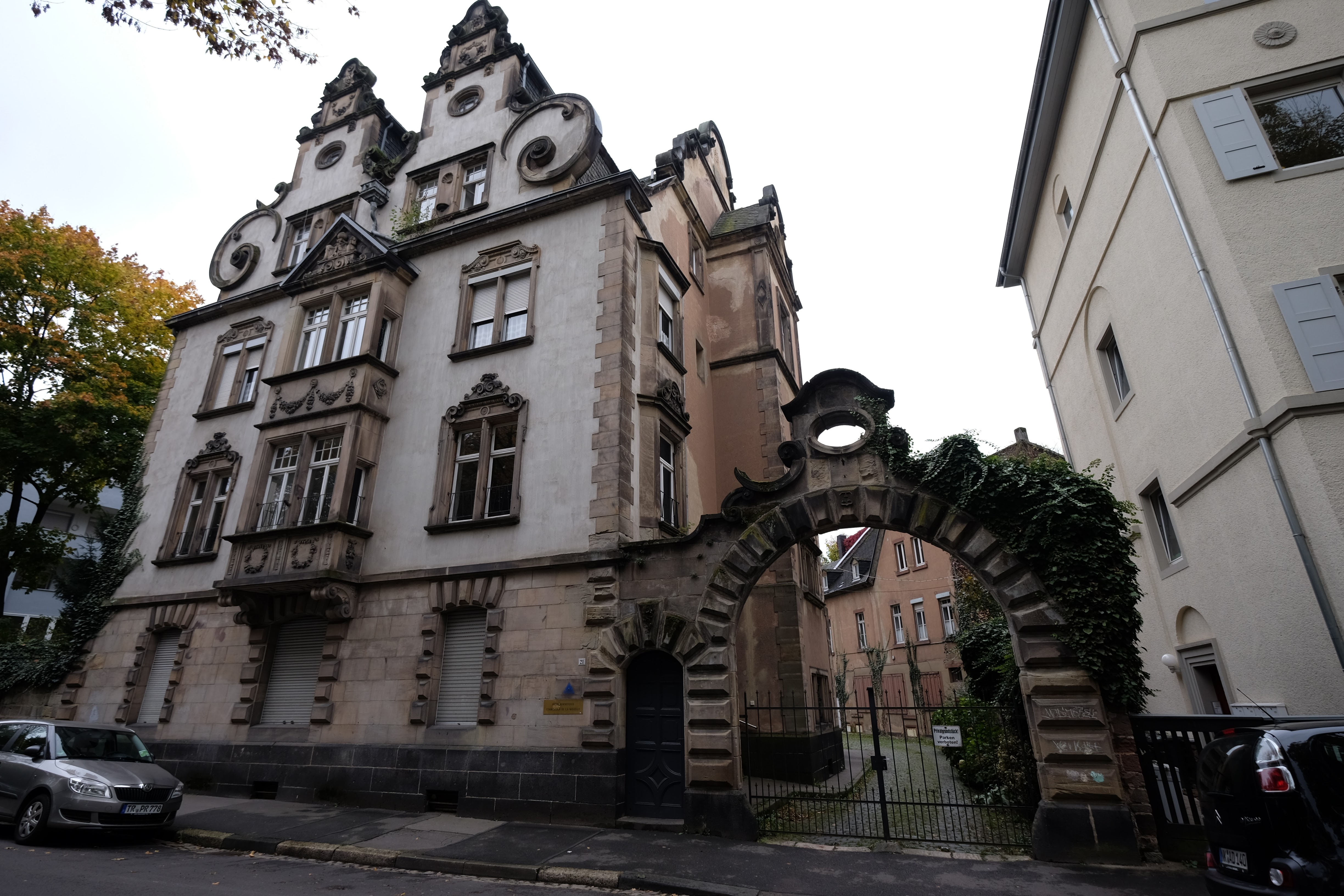
Sitz der Moselkommission in Trier, Franz-Ludwig-Straße 21

Insgesamt 28 Staustufen befinden sich entlang der Mosel.
- 15 in Frankreich bei Neuves-Maisons, Villey-le-Sec, Toul, Fontenoy-sur-Moselle, Aingeray, Frouard-Pompey, Custines, Blénod-lès-Pont-à-Mousson, Pagny-sur-Moselle, Ars-sur-Moselle, Metz, Talange, Richemont, Thionville, Kœnigsmacker,
- 1 zwischen Luxemburg und Frankreich bei Schengen-Apach,
- 2 zwischen Luxemburg und Deutschland bei Stadtbredimus-Palzem und Grevenmacher-Wellen,
- 10 in Deutschland bei Trier, Detzem, Wintrich, Zeltingen, Enkirch, St. Aldegund, Fankel, Müden, Lehmen und Koblenz.

Die Bauwerke der Staustufen sind in der Regel so angeordnet, dass sich an einem Ufer die Schiffsschleuse, in der Flussmitte das Wehr und am anderen Ufer das Wasserkraftwerk mit Fischtreppe befindet. An allen zwölf Staustufen in Deutschland und Luxemburg befindet sich ein Wasserkraftwerk, in Frankreich an weiteren fünf Standorten. Bei den anderen Staustufen ist die Wassermenge nicht ausreichend zur Betreibung eines Wasserkraftwerks. Die zehn deutschen Wasserkraftwerke verfügen insgesamt über eine Leistung von 180 Megawatt. Die jährliche deutsche Gesamtleistung beträgt 800 Mio. kWh, genug Energie für 250.000 Haushalte. Wegen geringeren Wassermengen haben die luxemburgischen und französischen Wasserkraftwerke eine niedrigere Leistung. Die Stauziele und Wasserkraftwerke werden von der Zentralwarte der RWE Generation SE bei Fankel gesteuert.

## Moselkommission
Die Moselkommission ist eine trinationale Organisation mit Sitz in Trier, die 1962 von den drei Moselanliegerstaaten Deutschland, Luxemburg und Frankreich zur Regelung aller Angelegenheiten der Schifffahrt auf der Mosel von Koblenz bis zum Unterwasser der Schleuse Metz gegründet wurde. Sie legt die Vorschriften für den Verkehr, die Schifferpatente, Mindestbesatzung und Schifffahrtsabgaben fest.

## Moselschifffahrt

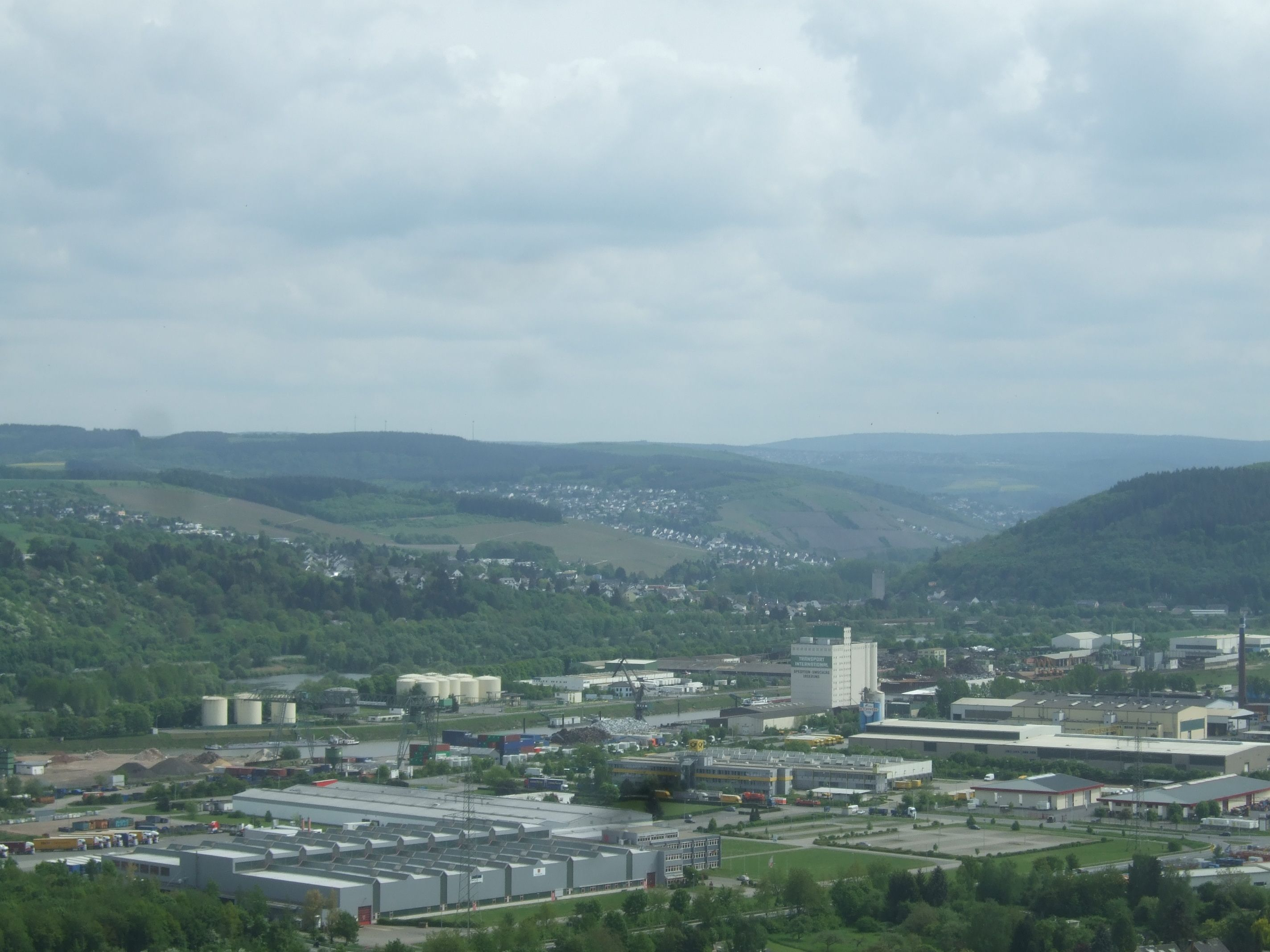
Handels- und Industriehafen in Trier-Ehrang

Die Mosel wird seit der Kanalisierung von der Güter-, Fahrgast- und Sportschifffahrt intensiv genutzt. Mit Fertigstellung der Großschifffahrtsstraße für Frachtschiffe wurde die Mosel als europäische Binnenwasserstraße Vb eingestuft. Bei einem Frachtaufkommen von jährlich 15–16 Mio. Tonnen und einer Verkehrsleistung von mehr als 3 Mrd. Tonnenkilometern zählt die Mosel zu den am meisten befahrenen Wasserstraßen in Europa. Entlang des Flusses entstanden eine Reihe von neuen Binnenhäfen zum Umschlag von Gütern oder bestehende wurden ausgebaut. So wurde beispielsweise von 1964 bis 1966 im luxemburgischen Mertert mit dem Port de Mertert der einzige Frachthafen des Großherzogtums geschaffen. In Trier-Ehrang entstand der von 1963 bis 1965 gebaute Handels- und Industriehafen. Mit dem Europort Lorraine bei Thionville und dem Industriehafen in Metz bestehen bedeutende französische Häfen entlang der Mosel.
Neben der Güterschifffahrt verkehren sowohl Personenfähren wie die als auch Passagierschiffe zwischen den touristisch erschlossenen Weindörfern und kleinen Städten der Mittel- und Untermosel. Daneben existieren Häfen für die Sportschifffahrt. Für Sportboote und Yachten wurden in den Staustufen eigens geschaffene Bootsschleusen integriert. Auf extra ausgewiesenen Strecken besteht die Möglichkeit Wasserski zu fahren, auch Jet-Ski sind hier zugelassen.
Die Mosel ist bei Toul über den Rhein-Marne-Kanal unter anderem mit der Maas, der Saône und der Rhone verbunden. Über weitere Kanäle sind die Nordsee und auch das Mittelmeer zu erreichen.

## Ökologische Auswirkungen
Die Planer des Moselausbaus waren beim Bau bemüht, den typischen Charakter des Moseltals zu erhalten. Die Staustufen fügen sich ohne störende Auswirkungen in die natürliche Umgebung ein. Das beim Bau angefallene Baggergut wurde in die Seitentäler der Mosel verbracht und bepflanzt. Das Ufer des Flusses wurde entsprechend dem ursprünglichen Landschaftsbild und nach ökologischen Gesichtspunkten wiederhergestellt. Um weiterhin Fischwanderungen zu ermöglichen, stattete man die Staustufen mit Fischtreppen aus. Der Fischerei wies man die entstandenen Stillwasserflächen hinter Inseln und Parallelwerken als Angelplätze zu. Ein besonderes Augenmerk wurde auch dem Hochwasserschutz gegeben. So werden Schäden, die sich beim Aufstau des Wassers oberhalb der Staustufen ergeben können, durch Sickerleitungen und Pumpwerke verhindert. Des Weiteren wurden die Gebäude in Flussnähe gegen das Eindringen von Grundwasser gesichert und Bachmündungen verlegt.
Der Ausbau führte allerdings teilweise zu einem Verlust archäologischer Befunde, indem bei der Vertiefung der Fahrrinne beispielsweise die Reste römischer Flussübergänge zerstört werden mussten. Dies war jedoch auch eine Chance zu ihrer Erforschung, beispielsweise konnte die erhaltene Trierer Römerbrücke einschließlich ihrer Vorgängerbauten genauer untersucht werden. Den größten Schaden erlitt jedoch die Koblenzer Balduinbrücke, die zu einem großen Teil abgebrochen werden musste, da ihre Bögen für die modernen Moselschiffe zu eng waren.

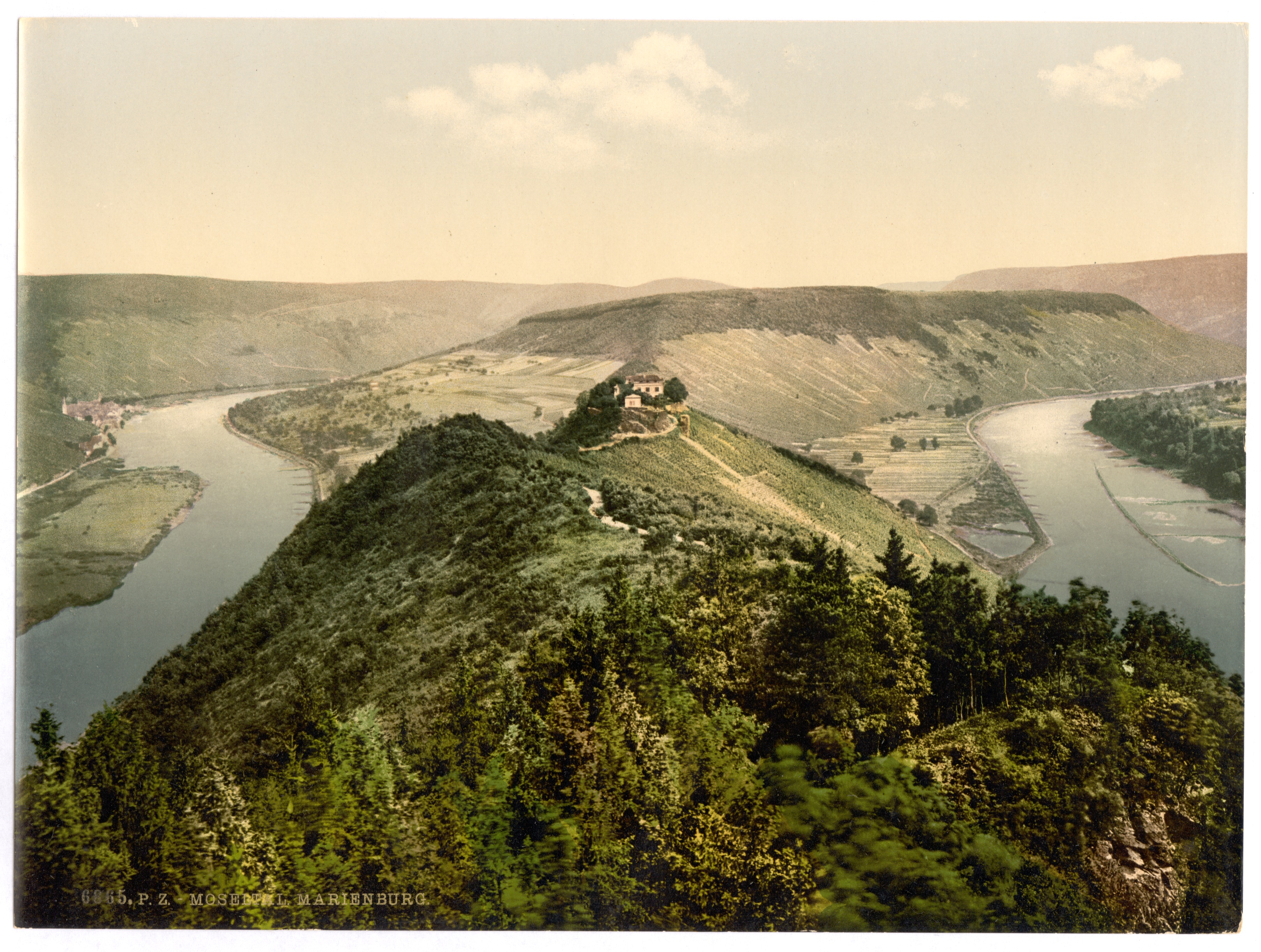
Die Mosel bei der Marienburg vor der Kanalisierung (um 1900)
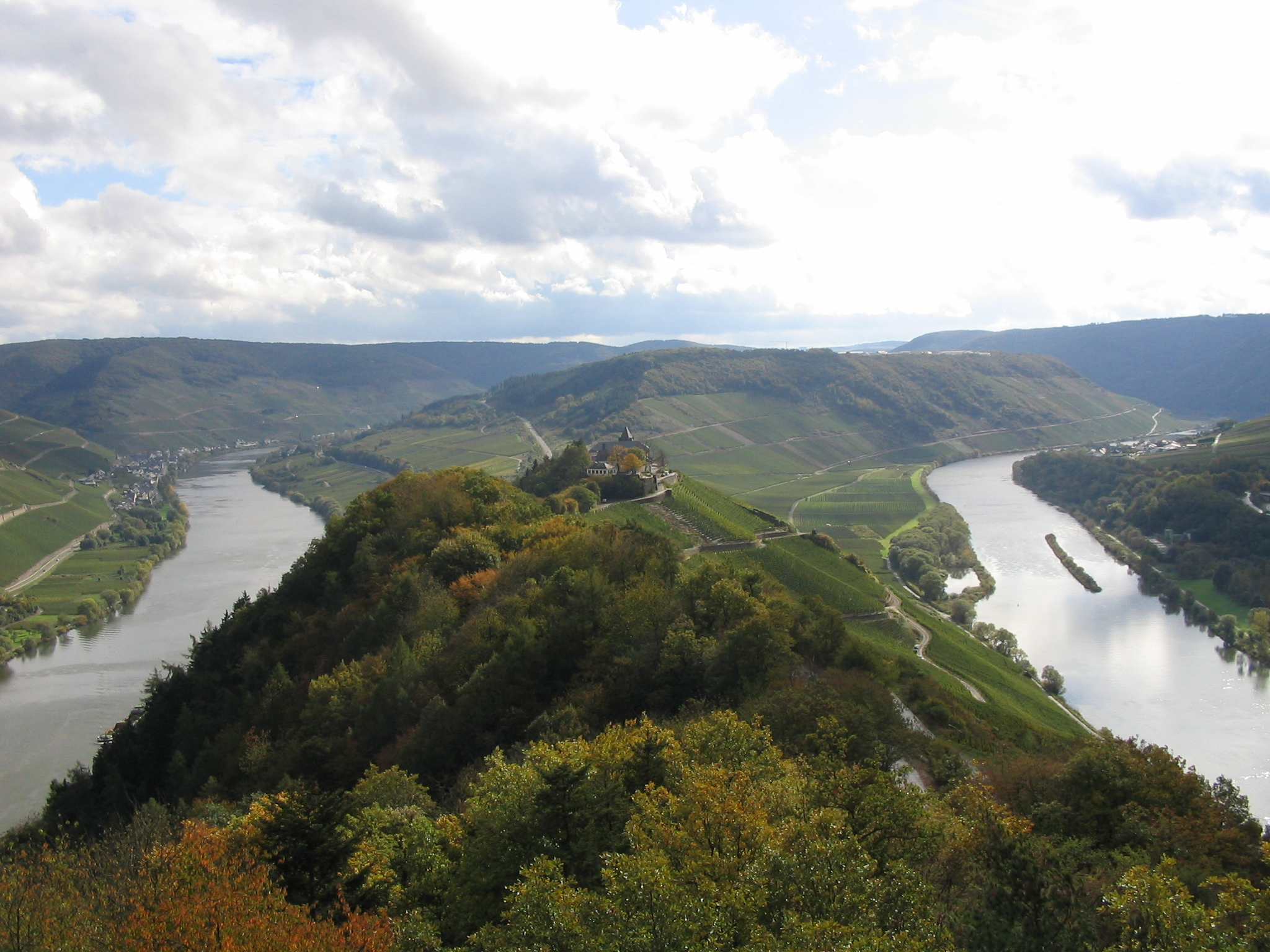
Die Mosel bei der Marienburg nach der Kanalisierung (2004)
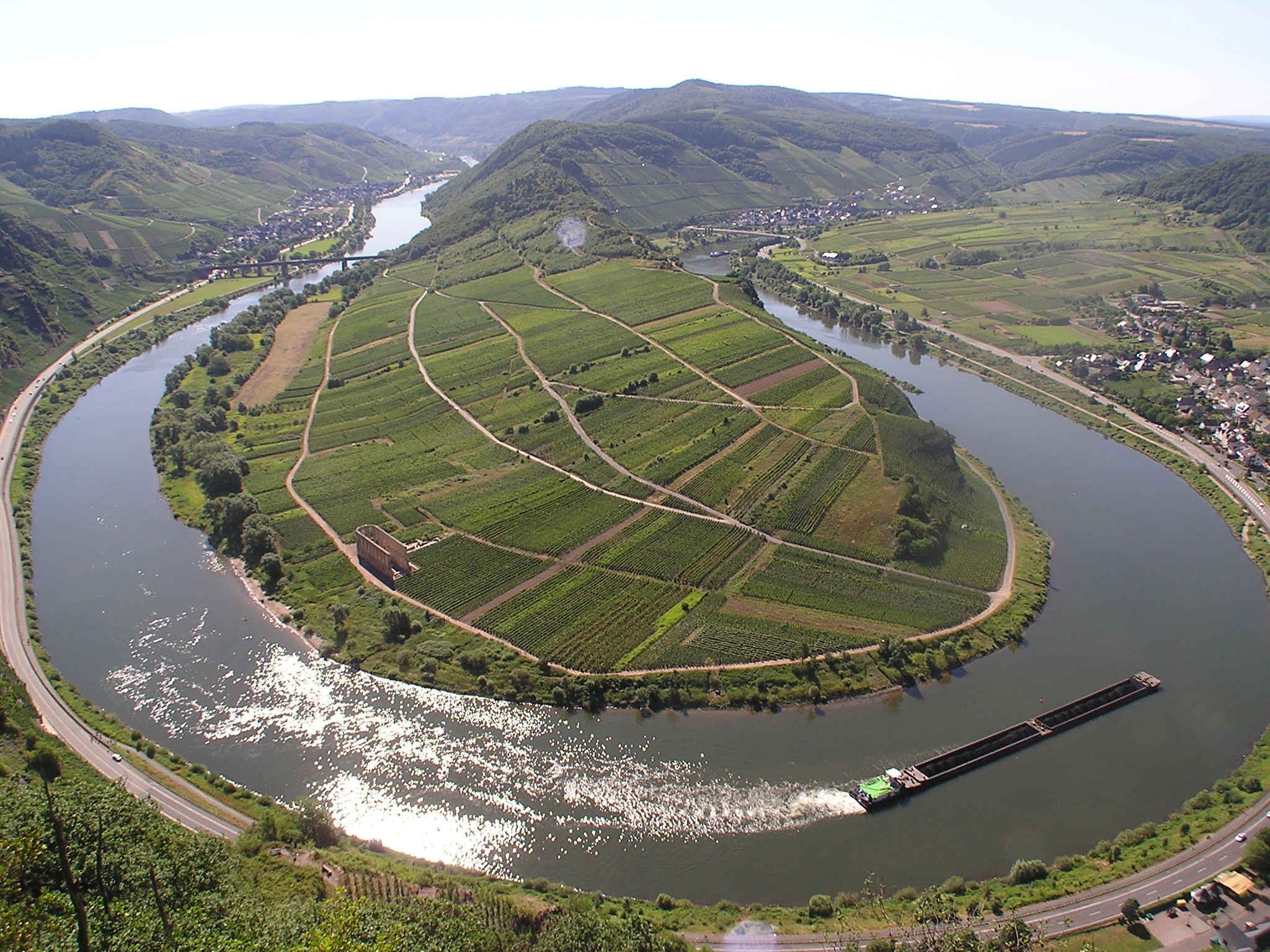
Die Moselschleife bei Bremm
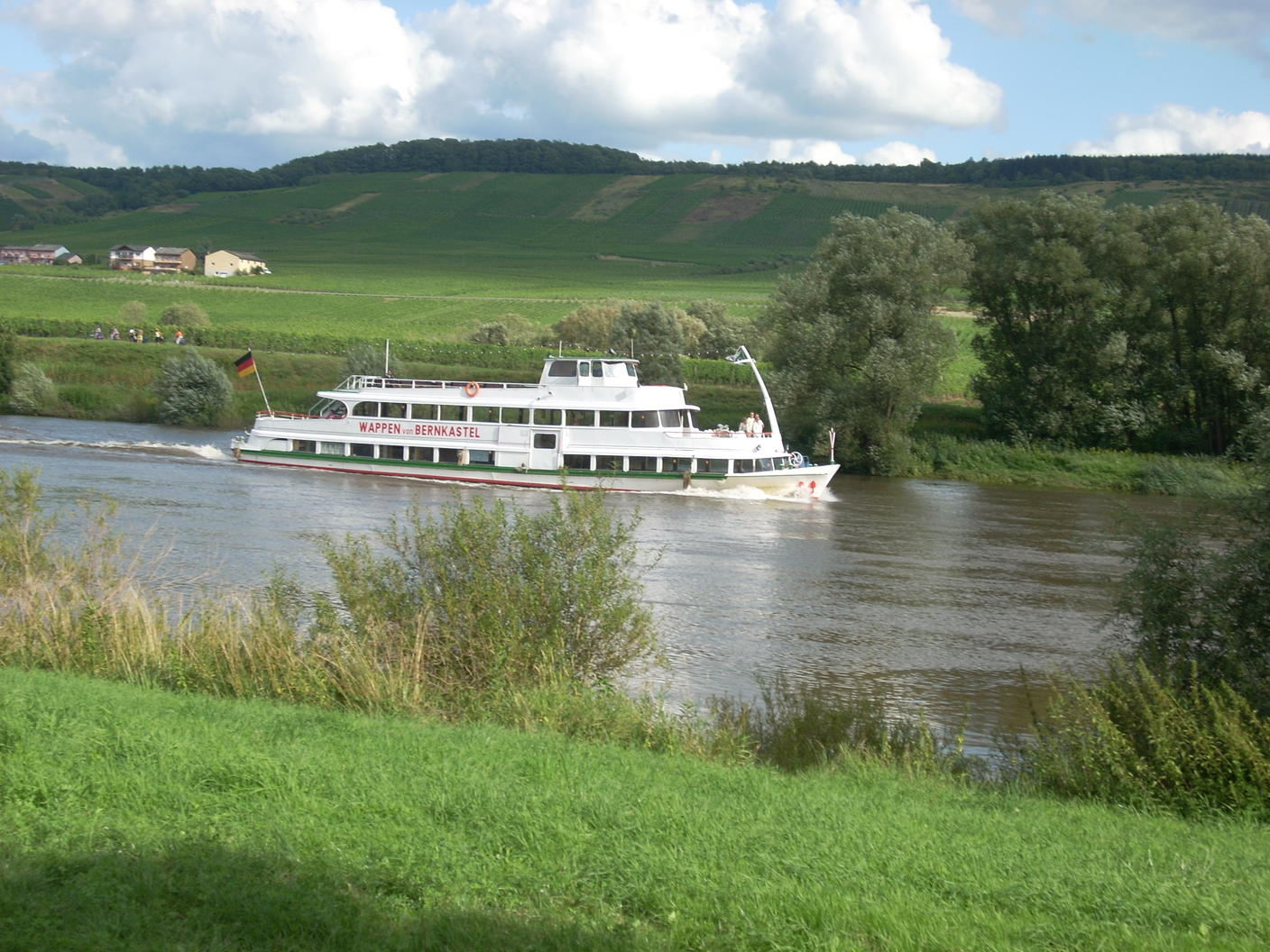
Ein Fahrgastschiff auf der Mosel bei Kesten